# 吕东梅多克
吕东梅多克（法語：Ludon-Médoc，法語發音：[lydɔ̃ medɔk]）是法国吉伦特省的一个市镇，位于该省中北部，属于波尔多区。

## 地理
吕东梅多克（44°58'56"N, 0°36'14"W）面积18.69 平方千米，位于法国新阿基坦大区吉倫特省，该省份为法国西南部沿海省份，是法國本土面积最大的省，北起滨海夏朗德省，西临大西洋，南至朗德省，东南接洛特-加龍省，东临多爾多涅省。
与吕东梅多克接壤的市镇（或旧市镇、城区）包括：马科、勒皮扬梅多克、帕朗皮尔、圣路易德蒙费朗、昂贝斯。

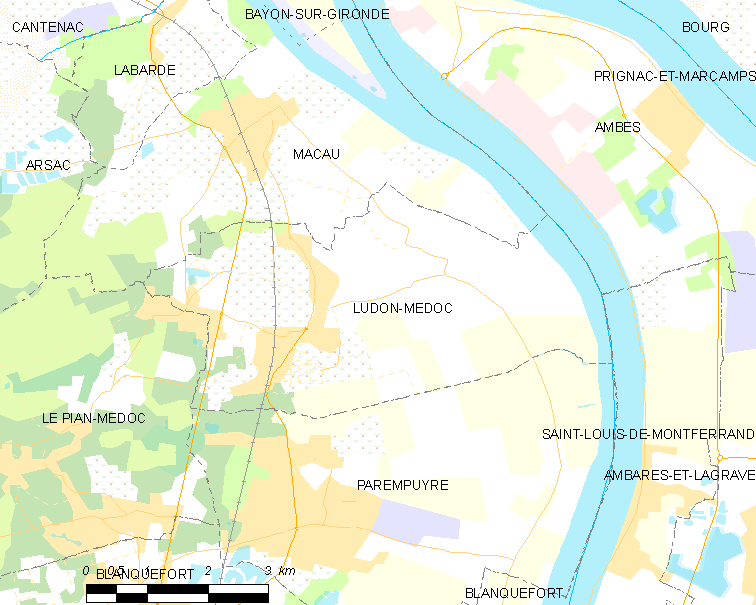
吕东梅多克的OSM定位图

吕东梅多克的时区为UTC+01:00、UTC+02:00（夏令时）。

## 行政
吕东梅多克的邮政编码为33290，INSEE市镇编码为33256。

## 政治
吕东梅多克所属的省级选区为梅多克之门县。

## 人口

1962-2008年间吕东梅多克人口变化图示

吕东梅多克于2022年1月1日时的人口数量为5466人。